# Persone di nome Pierluigi
| Questa pagina contiene informazioni ricavate automaticamente dalle voci biografiche con l'ausilio del template Bio e di un bot. L'aggiornamento è periodico e automatico e ricostruisce completamente la pagina. Se manca una persona in questa lista, sei pregato di non aggiungerla, ma accertati piuttosto che la sua voce biografica contenga il template Bio e che i dati anagrafici siano correttamente compilati. Se il template Bio manca, inseriscilo tu stesso o, in alternativa, metti l'avviso {{tmp\|Bio}} che ne segnala la mancanza. Se i dati riportati sono sbagliati, correggi direttamente la voce biografica; le modifiche saranno visibili in questa lista entro pochi giorni. Per chiarimenti vedi il progetto antroponimi. La lista contiene solo le 104 persone che sono citate nell'enciclopedia e per le quali è stato implementato correttamente il template Bio. Pagina aggiornata al 22 lug 2025. |

Questa è una lista di persone presenti nell'enciclopedia che hanno il nome Pierluigi, suddivise per attività principale.

## Allenatori di calcio(6)
- Pierluigi Brivio, allenatore di calcio e ex calciatore italiano (Milano, n. 1969)
- Pierluigi Busatta, allenatore di calcio e ex calciatore italiano (Marostica, n. 1947)
- Pierluigi Casiraghi, allenatore di calcio e ex calciatore italiano (Monza, n. 1969)
- Pierluigi Corellas, allenatore di calcio e ex calciatore italiano (Cagliari, n. 1972)
- Pierluigi Prete, allenatore di calcio e ex calciatore italiano (Cisterna di Latina, n. 1967)
- Pierluigi Tami, allenatore di calcio e ex calciatore svizzero (Clusone, n. 1961)

## Allenatori di hockey su pista(1)
- Pierluigi Bresciani, allenatore di hockey su pista e ex hockeista su pista italiano (Seravezza, n. 1972)

## Allenatori di pallacanestro(1)
- Piero Bucchi, allenatore di pallacanestro italiano (Bologna, n. 1958)

## Alpinisti(1)
- Pierluigi Bini, alpinista italiano (Pontedera, n. 1959)

## Arbitri di calcio(4)
- Pierluigi Collina, ex arbitro di calcio italiano (Bologna, n. 1960)
- Pierluigi Levrero, arbitro di calcio italiano (Genova, n. 1939)
- Pierluigi Magni, arbitro di calcio italiano (Bergamo, n. 1947 - Bergamo, † 2007)
- Pierluigi Pairetto, ex arbitro di calcio italiano (Torino, n. 1952)

## Arbitri di pallacanestro(1)
- Pierluigi D'Este, ex arbitro di pallacanestro italiano (Venezia, n. 1958)

## Architetti(2)
- Pierluigi Cerri, architetto e designer italiano (Orta San Giulio, n. 1939 - † 2022)
- Pierluigi Spadolini, architetto e designer italiano (Firenze, n. 1922 - Firenze, † 2000)

## Attori(9)
- Pierluigi Aprà, attore italiano (Roma, n. 1944 - Roma, † 1981)
- Al Cliver, attore italiano (Alessandria d'Egitto, n. 1951)
- Pierluigi Coppola, attore italiano (Foligno, n. 1977)
- Pierluigi Corallo, attore italiano (Trani, n. 1976)
- Pierluigi Cuomo, attore e chitarrista italiano (Napoli, n. 1959)
- Pierluigi Gigante, attore italiano (Salerno, n. 1989)
- Pierluigi Iorio, attore e regista teatrale italiano (Napoli, n. 1971)
- Pierluigi Morizio, attore e regista teatrale italiano (Bari, n. 1957)
- Gigi Sammarchi, attore e comico italiano (Bologna, n. 1949)

## Banchieri(1)
- Pierluigi Ciocca, banchiere e economista italiano (Pescara, n. 1941)

## Bassisti(2)
- Pierluigi Balducci, bassista italiano (Bari, n. 1971)
- Pierluigi Mingotti, bassista italiano (Bologna, n. 1964)

## Batteristi(1)
- Pier Foschi, batterista, compositore e attore italiano (Cesenatico, n. 1961)

## Bobbisti(1)
- Pierluigi Bertazzo, bobbista italiano (Pieve di Cadore, n. 1953)

## Calciatori(14)
- Pierluigi Benedettini, ex calciatore sammarinese (Murata, n. 1961)
- Pierluigi Cencetti, ex calciatore italiano (Vico d'Elsa, n. 1946)
- Pierluigi Cera, ex calciatore italiano (Legnago, n. 1941)
- Pierluigi Consonni, calciatore italiano (Ponte San Pietro, n. 1949 - Ponte San Pietro, † 2020)
- Pierluigi Di Già, ex calciatore italiano (Milano, n. 1968)
- Pierluigi Frattali, calciatore italiano (Roma, n. 1985)
- Pierluigi Frosio, calciatore, allenatore di calcio e dirigente sportivo italiano (Monza, n. 1948 - Monza, † 2022)
- Pier Luigi Giani, ex calciatore italiano (Colnago, n. 1954)
- Pierluigi Giunti, ex calciatore italiano (San Giuliano Terme, n. 1938)
- Pierluigi Gollini, calciatore italiano (Bologna, n. 1995)
- Pierluigi Lambrugo, ex calciatore italiano (Giussano, n. 1947)
- Pierluigi Orlandini, ex calciatore italiano (San Giovanni Bianco, n. 1972)
- Pierluigi Pagni, ex calciatore italiano (Livorno, n. 1939)
- Pierluigi Ronzon, ex calciatore italiano (Gemona del Friuli, n. 1934)

## Cestisti(1)
- Pierluigi Marzorati, ex cestista italiano (Figino Serenza, n. 1952)

## Comici(1)
- Pierluigi Zerbinati, comico, imitatore e cabarettista italiano (Milano, n. 1937 - † 2011)

## Diplomatici(1)
- Pierluigi La Terza, diplomatico e giurista italiano (Napoli, n. 1898)

## Disegnatori(1)
- Pierluigi de Mas, disegnatore, regista e animatore italiano (Padova, n. 1934 - Milano, † 2005)

## Doppiatori(1)
- Pierluigi Astore, doppiatore e direttore del doppiaggio italiano (Roma, n. 1961)

## Fumettisti(2)
- Pierluigi Cerveglieri, fumettista italiano (Milano, n. 1956)
- Pierluigi Sangalli, fumettista e disegnatore italiano (Monza, n. 1938 - Villasanta, † 2025)

## Giornalisti(5)
- Pierluigi Battista, giornalista, scrittore e opinionista italiano (Roma, n. 1955)
- Pierluigi Diaco, giornalista, conduttore televisivo e conduttore radiofonico italiano (Roma, n. 1977)
- Pierluigi Magnaschi, giornalista italiano (Piacenza, n. 1941)
- Pierluigi Pardo, giornalista, conduttore televisivo e telecronista sportivo italiano (Roma, n. 1974)
- Pierluigi Sabatti, giornalista e scrittore italiano (Trieste, n. 1950)

## Giuristi(2)
- Pierluigi Guiducci, giurista e storico italiano (Roma, n. 1951)
- Pierluigi Mantini, giurista e politico italiano (L'Aquila, n. 1956)

## Ingegneri(1)
- Pierluigi Zappacosta, ingegnere e imprenditore italiano (Chieti, n. 1950)

## Medici(1)
- Pier Luigi Pagani, medico italiano (Cerano, n. 1923 - Milano, † 2012)

## Militari(1)
- Pierluigi Deodato, militare italiano (Catania, n. 1899 - Billò Lechemptì, † 1941)

## Musicisti(3)
- Pierluigi Calderoni, musicista e batterista italiano (Roma, n. 1949)
- Pierluigi Castellano, musicista, compositore e giornalista italiano (Roma, n. 1958)
- Pierluigi Giombini, musicista e compositore italiano (Roma, n. 1956)

## Musicologi(1)
- Pierluigi Petrobelli, musicologo italiano (Padova, n. 1932 - Venezia, † 2012)

## Pallanuotisti(1)
- Pierluigi Formiconi, ex pallanuotista e allenatore di pallanuoto italiano (Roma, n. 1948)

## Pedagogisti(1)
- Piero Bertolini, pedagogista italiano (Torino, n. 1931 - Bologna, † 2006)

## Piloti automobilistici(1)
- Pierluigi Martini, ex pilota automobilistico italiano (Lugo, n. 1961)

## Piloti motociclistici(3)
- Pierluigi Aldrovandi, pilota motociclistico italiano (San Lazzaro di Savena, n. 1954)
- Pierluigi Conforti, pilota motociclistico italiano (Livorno, n. 1946)
- Pierluigi Rottigni, ex pilota motociclistico italiano (Vertova, n. 1947)

## Pittori(1)
- Pierluigi Lavagnino, pittore italiano (Chiavari, n. 1933 - Milano, † 1999)

## Poeti(1)
- Pierluigi Cappello, poeta italiano (Gemona del Friuli, n. 1967 - Cassacco, † 2017)

## Politici(12)
- Pierluigi Angeli, politico italiano (Dro, n. 1938)
- Pierluigi Biondi, politico italiano (L'Aquila, n. 1974)
- Pierluigi Castagnetti, politico italiano (Reggio Emilia, n. 1945)
- Pierluigi Castellani, politico italiano (Spoleto, n. 1938)
- Pierluigi Copercini, politico italiano (Fontanellato, n. 1945 - San Teodoro, † 2013)
- Pierluigi Marquis, politico italiano (Aosta, n. 1964)
- Pierluigi Onorato, politico e magistrato italiano (La Maddalena, n. 1938 - Firenze, † 2023)
- Pierluigi Peracchini, politico italiano (Salò, n. 1964)
- Pierluigi Petrini, politico italiano (Milano, n. 1952)
- Pierluigi Piccini, politico italiano (Roma, n. 1952)
- Pierluigi Polverari, politico italiano (Monte Porzio, n. 1945 - Lecco, † 2013)
- Pierluigi Ronzani, politico italiano (Ormelle, n. 1945)

## Presbiteri(1)
- Pierluigi Di Piazza, presbitero e attivista italiano (Tualis, n. 1947 - Zugliano, † 2022)

## Progettisti(1)
- Pierluigi Raggi, progettista italiano (n. 1924 - Milano, † 2012)

## Pugili(1)
- Piero Del Papa, pugile e attore cinematografico italiano (Pisa, n. 1938 - Pisa, † 2018)

## Registi(2)
- Pierluigi Ciriaci, regista italiano (Roma, n. 1946 - Roma, † 2009)
- Pierluigi Samaritani, regista e scenografo italiano (Novara, n. 1942 - Roma, † 1994)

## Rugbisti a 15(2)
- Pierluigi Camiscioni, rugbista a 15 e stuntman italiano (San Benedetto del Tronto, n. 1953 - San Benedetto del Tronto, † 2020)
- Pierluigi Gentile, ex rugbista a 15, ex rugbista a 13 e dirigente sportivo italiano (Marino, n. 1979)

## Scenografi(1)
- Pierluigi Piantanida, scenografo italiano (n. 1950)

## Schermidori(1)
- Pierluigi Chicca, schermidore e maestro di scherma italiano (Livorno, n. 1937 - Roma, † 2017)

## Scrittori(4)
- Pierluigi Panza, scrittore, giornalista e critico d'arte italiano (Milano, n. 1963)
- Pierluigi Porazzi, scrittore italiano (Cameri, n. 1966)
- Pierluigi Serra, scrittore, giornalista e calligrafo italiano (Cagliari, n. 1960)
- Pierluigi Severi, scrittore italiano (Asola, n. 1941)

## Semiologi(1)
- Pierluigi Basso Fossali, semiologo e saggista italiano (Padova, n. 1969)

## Terroristi(1)
- Pierluigi Concutelli, terrorista italiano (Roma, n. 1944 - Roma, † 2023)

## Triplisti(1)
- Pierluigi Gatti, ex triplista e lunghista italiano (Tortona, n. 1938)

## Velisti(1)
- Pierluigi De Felice, velista italiano (Napoli, n. 1981)

## Vescovi cattolici(1)
- Pierluigi Galletti, vescovo cattolico e archeologo italiano (Roma, n. 1722 - Roma, † 1790)

## Senza attività specificata(1)
- Pierluigi Ussorio, ex tiratore a segno italiano (Vico Equense, n. 1967)